# Ḫā
La ẖā (en àrab خاء ['xaːʔ]) és la setena lletra de l'alfabet àrab (vint-i-quatrena en l'ordre abjadí). És una lletra lunar.

## Història
Prové, per via dels alfabets nabateu i arameu, de la ḥet fenícia.

## Ús
Representa el so consonàntic /x/.

## Escriptura
| Aïllada | Final | Medial | Inicial |
| خ       | ـخ    | ـخـ    | خـ      |

La ḥā es lliga a la següent lletra de la paraula. També amb la precedent, sempre que aquesta no sigui àlif, dāl, ḏāl, rā, zāy o wāw, que mai no es lliguen a la lletra posterior.

## Variants
Tot i que la jīm és molt similar, es considera que aquesta té un origen independent.
Deriva en forma i nom de la ḥā (vegeu per a altres variants d'aquesta), quedant la ḥā per a representar l'altra possible pronunciació de la ḥēth com a /ħ/.
És una de les sis lletres afegides a l'alfabet àrab bàsic a part de les vint-i-dues heretades de l'alfabet fenici.
En la varietat paixtu de l'alfabet àrab s'usa una lletra com la ḥā amb un diacrític semblant a una hamza a sobre, ځ per a representar /dz/; i amb tres punts, څ, per a /ts/.